# Sipogu (Arse)
Sipogu is een bestuurslaag in het regentschap Tapanuli Selatan van de provincie Noord-Sumatra, Indonesië. Sipogu telt 588 inwoners (volkstelling 2010).